# Sarah Niles
Sarah Niles (* 17. Juni 1987 in London) ist eine britische Theater- und Filmschauspielerin.

## Leben
Sarah Niles ist im Vereinigten Königreich als Theater-Schauspielerin aktiv. So spielte sie bereits beim Royal Court Theatre und dem Royal National Theatre.
Seit 2008 ist sie vermehrt auch in Film und Fernsehen angefragt. So spielte sie in den komödiantischen Serien Beautiful People und Catastrophe mit. Für ihre Rolle der „Dr. Sharon Fieldstone“ in der Serie Ted Lasso wurde sie 2022 für einen Primetime-Emmy-Award nominiert.

## Filmografie (Auswahl)
- 2008: Happy-Go-Lucky
- 2008–2009: Beautiful People (Fernsehserie, 10 Folgen)
- 2010: London Boulevard
- 2013: Austenland
- 2015: Spottless (Fernsehserie, 3 Folgen)
- 2015: Don’t Take My Baby
- 2015–2019: Catastrophe (Fernsehserie, 8 Folgen)
- 2019: Rocks
- 2020: I May Destroy You (Fernsehserie, 3 Folgen)
- 2021–2023: Ted Lasso (Fernsehserie, 10 Folgen)
- 2022: Sandman (The Sandman, Folge 1x04)
- 2025: F1
- 2025: Heads of State
- 2025: The Fantastic Four: First Steps
- 2025: The Thursday Murder Club